# Bravida
Bravida Holding AB är ett service- och installationsföretag med mer än 12 000 anställda på fler än 180 orter i Sverige, Norge, Danmark och Finland. Bravida levererar specialisttjänster och helhetslösningar inom flera teknik- och tjänsteområden. Tjänsteområdena innefattar design, projektering, installation, drift och underhåll. Huvudkontoret ligger i Stockholm.

## Teknikområden
El, vs och ventilation är Bravidas huvudsakliga teknikområden inom vilka de utför både installation och service. Utöver dessa finns specialområden som kompletterar de bastjänster som ingår i de olika teknikområdena. De största specialområdena är brand och säkerhet och teknisk fastighetsservice. 
Dotterbolaget Bravida Fire & Security levererar tjänster inom brand och säkerhet och Bravida TSM är den del av organisationen som arbetar med teknisk fastighetsservice.
Inom el arbetar Bravida med, allmänna el- och teleinstallationer, belysning, kraft, process, automation, samt tele- data- och radiokommunikation. Bravidas andra teknikområde är vs (Värme och Sanitet) här arbetar företaget med olika tjänster inom områdena värme och sanitet, fjärrvärme och fjärrkyla, sprinkler, samt energisystem. Det tredje teknikområdet är ventilation och de bastjänster som företaget har är ventilation, kyla och energi och miljö.
Kyla har även bildat en egen nyare avdelning ”Bravida Cooling” med fokusering på kyldiskar, frysar och övriga delar i matbutiker.

## Historik
- 1922: Tolv byggnadsgillen lade grunden till BPA.
- 1967: Aktiebolaget BPA Byggproduktion AB bildades.
- 1986: BPA-aktien noterades på Stockholms fondbörs.
- 1993: Installationsverksamheten blev huvudområde. Bygg- och specialföretag avyttrades. Peab blev ny huvudägare i BPA.
- 1994: Ventilationsunion förvärvades från Trelleborg AB. Trelleborg AB blev nya huvudägare i BPA.
- 1995: Renodlingen till ett installationsbolag fortsatte. Försäljning av måleriverksamheten. Köp av det danska VVS-företaget Ludvigsen & Herman A/S.
- 1996: BPA hade nu verksamhet i Sverige, Norge och Danmark.
- 1999: BPA fick nya huvudägare i ISAB. Aktien avnoterades från börsen.
- 2000: BPA och Telenors installationsverksamhet gick samman och Bravida bildades.
- 2003: Bravida förvärvade Semco A/S.
- 2004: Verksamheterna IKT, Telecom och Geomatikk som tillfördes av Telenor såldes och renodlingen till en installationsverksamhet inom el, vs och ventilation påbörjades.
- 2005: Bravidas huvudkontor flyttade till Stockholm.
- 2006: Private equity-företaget Triton blev ny huvudägare.
- 2009: Bravida köpte Siemens Installation AS i Norge.
- 2010: Bravida köpte upp Comtech.
- 2012: Bravida köptes av Private equity-företaget Bain Capital.
- 2015: Bravida expanderar till Finland
- 2015: Bravida börsnoteras på Nasdaq Stockholm
- 2021: Bravida byter visuell identitet med bland annat ny logotyp

### Fotnoter
1. ↑  https://se.investing.com/equities/bravida-holding-ab-ownership
2. ↑  ”Bravida Årsberättelse 2013”. Arkiverad från originalet den 13 januari 2015. https://web.archive.org/web/20150113144843/http://www.bravida.com/Global/Finansiell%20Information/Bravida%20%C3%85rsber%C3%A4ttelse%202013.pdf. Läst 13 januari 2015.
3. ↑  ”bravida.se”. http://www.bravida.se/. Läst 13 januari 2015.